# Nephrotoma melanaspis
Nephrotoma melanaspis is een tweevleugelige uit de familie langpootmuggen (Tipulidae). De soort komt voor in het Oriëntaals gebied.